# Иван Гржетић
Иван Гржетић Флајшер (Карловац, 1896 – Москва, 3. октобар 1937) је био југословенски комуниста и представник КПЈ у Коминтерни.

## Биографија
Рођен је 1896. године у Карловцу. Радио је као дрвосеча. Током рада у Загребу придружио се синдикалном покрету и Комунистичкој партији Југославије.
Члан КП Југославије постао је 1920. године. Радио је у руководству југословенских синдиката. Организовао је прву партијску организацију у Госпићу око 1922. године. На изборима 1927. године изабран је за члана градског већа у Загребу.
Након завођења Шестојануарске диктатуре 1929. године, Гржетић је напустио Југославију и отишао у емиграцију у СССР. Када је 1930. завршио Московску лењинску школу, био је именован за инструктора земаљског комитета КПЈ за Далмацију у Сплиту. Користио је псеудоним Флајшер. Године 1932. је ушао у партијско вођство КПЈ, као члан Централног комитета.
Године 1935. био је именован за представника КПЈ у штабу Коминтерне у Москви. Радио је као представник КПЈ у Коминтерни када је већ била у јеку Стаљинова чистка у СССР. Он је присуствовао свим искључењима партијских другова и осуђивао их.
Дана 14. августа 1937, Иван Гржетић Флајшер је ухапшен у Москви. На монтираном судском процесу, организованом 3. октобра исте године, осуђен је на смрт и истог дана стрељан.
Дана 19. марта 1939. године на првом састанку привременог руководства КПЈ, одржаном у Бохињској Бистрици, Јосип Броз Тито је Гржетића посмртно искључио из партије.
Петнаестак година касније, 1957. године у Совјетском Савезу после Стаљинове смрти Гржетић је проглашен невином жртвом и рехабилитован, заједно са још некима од стрељаних Југословена. У Југославији, Извршни комитет Централног комитета СКЈ је 20. септембра 1968. закључио да „не треба ићи на рехабилитацију ових личности, јер их наша Партија није ни осуђивала, ни кажњавала“.